# Heinrich-Daniel Rühmkorf

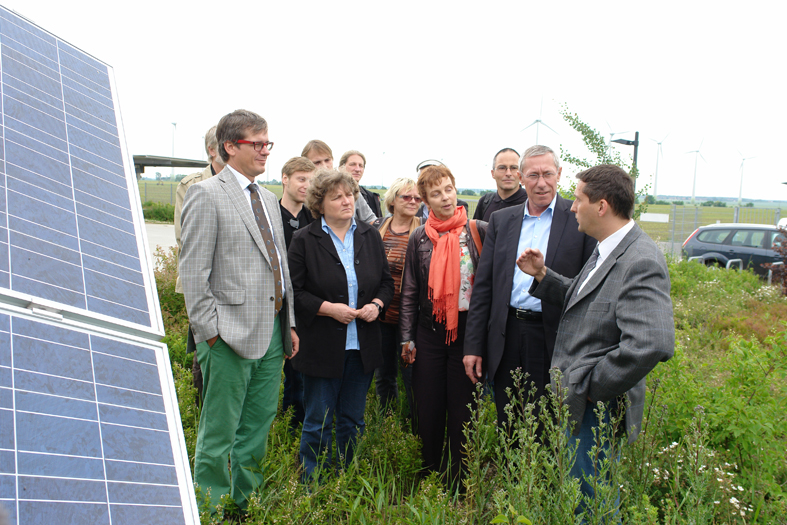
Heinrich-Daniel Rühmkorf (links)

Heinrich-Daniel Rühmkorf (* 10. Juli 1966 in Peine) ist ein deutscher politischer Beamter. Er war von 2009 bis 2012 Staatssekretär im Ministerium für Umwelt, Gesundheit und Verbraucherschutz des Landes Brandenburg.

## Leben und Beruf
Nach Abitur und Zivildienst (1985–1987) studierte Rühmkorf bis 1997 in Marburg, Berlin und Amsterdam Medizin und wurde in dieser Zeit auch zum Dr. med. promoviert. In den Folgejahren arbeitete er zunächst als Assistenzarzt in Berlin und Sölden, als Projektmanager in Ludwigshafen sowie als freier Medizinjournalist. Unter seinen Auftraggebern befanden sich der Verein Demokratischer Ärztinnen und Ärzte und die Bundesärztekammer.
Von 2005 bis zu seiner Ernennung zum Staatssekretär 2009 war er als Referent für Gesundheitspolitik und Pflege bei der Linksfraktion im Deutschen Bundestag beschäftigt.
Seit dem Jahr 2022 leitet er als Allgemeinmediziner eine Praxis in Woltersdorf an der Schleuse. Diese hat er übernommen von dem ehemaligen Allgemeinmediziner Dr. med. Jürgen Sadowski.

## Politik
Vom 6. November 2009 bis zum 31. Oktober 2012 war Rühmkorf Staatssekretär im von Anita Tack (Die Linke) geführten Ministerium für Umwelt, Gesundheit und Verbraucherschutz des Landes Brandenburg.